# クルナリャー・ダ・リュブラガート
クルナリャー・ダ・リュブラガート（カタルーニャ語: Cornellà de Llobregat カタルーニャ語発音: [kʊɾnəˈʎɑ ðə ʎʊβɾəˈɣɑt]）は、スペイン・カタルーニャ州バルセロナ県バッジ・リュブラガートにあるムニシピ（基礎自治体）。バルセロナ都市圏に含まれる。スペイン語表記はCornellá de Llobregat（コルネジャー・デ・ジョブレガット）。カタルーニャ語名が公式名。

## 地理
クルナリャーは、バルセロナ中心部から見て南西に位置し、バルセロナとコナベーションを形成している。クルナリャーはリュブラガート川の大きな湾曲部の北東にあたる。
典型的な地中海性気候で、冬の平均気温は7℃から9℃、夏の平均気温は28℃から30℃である。降雨量は総じて秋に多い。

### 人口
| クルナリャー・ダ・リュブラガートの人口推移 1900－2010   |
|                                                         |
| 出典:INE（スペイン国立統計局）1900年 - 1991年、1996年 - |

## 歴史

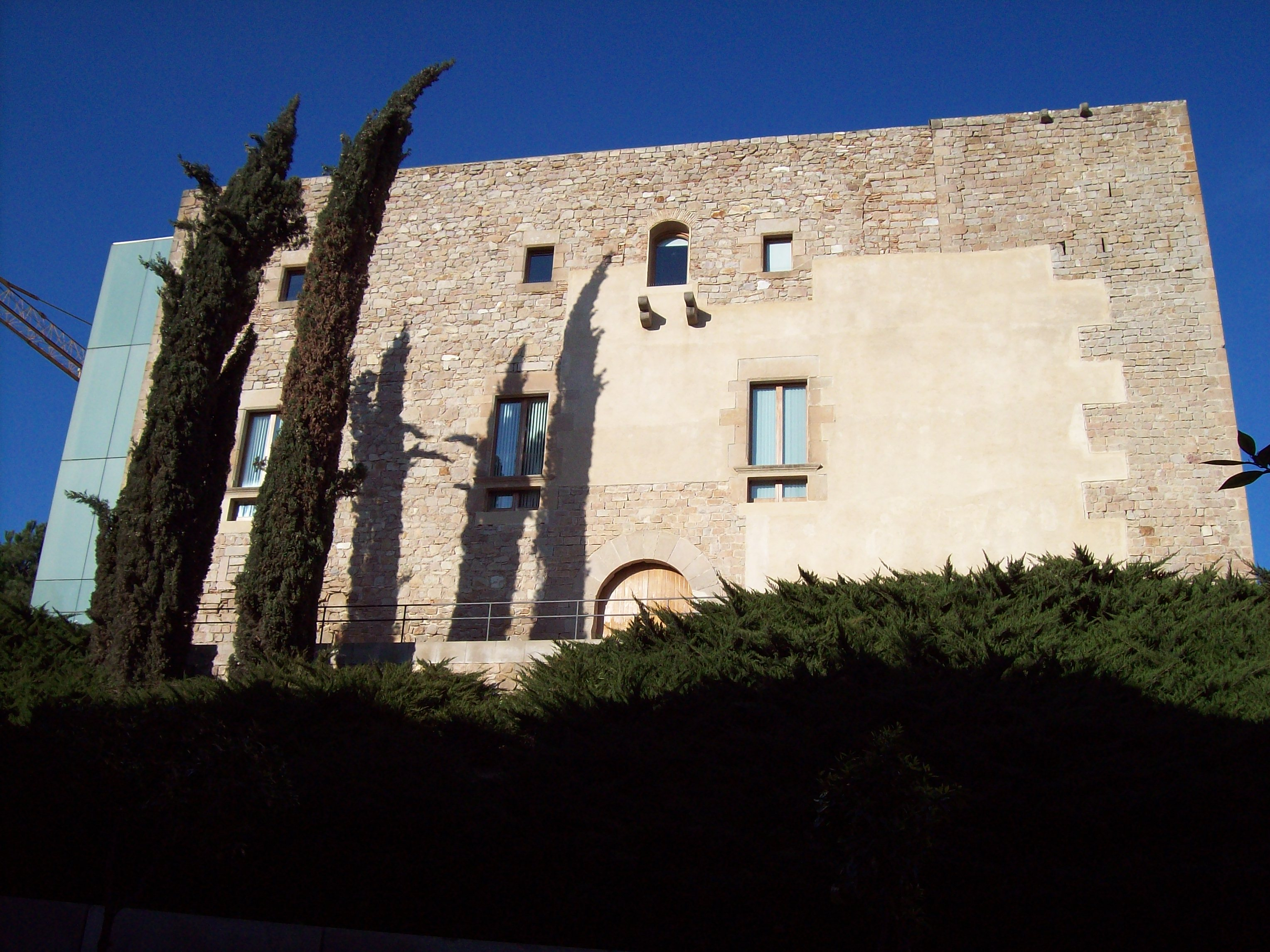
クルナリャー城

最初にクルナリャーについて名が記されたのは980年である。当時、教会とサラセン人の攻撃を監視する監視塔があった。監視塔の場所には13世紀にクルナリャー城が建てられた。リュブラガート川を見下ろす丘の上であったからである。13世紀にはクルナリャーはバルセロナに併合された。
スペイン継承戦争後の1716年に新国家基本法が交付されると、クルナリャーはバルセロナから分離し、バッジ・リュブラガートに属する独立したムニシピオ（基礎自治体）となった。1819年にインファンタス運河が開通すると土地の灌漑が進み、産業が導入された。1854年には鉄道が到達した。ほぼ100年間、クルナリャーは織物業を中心とした経済で繁栄し、それまでの市中心部から離れた郊外に人口が移った。1950年代以降の新たな人口増加で産業化と都市化がさらに進んだ。フランコ独裁時代、クルナリャーでは労働階級と社会民主主義に関連した闘争が行われた。

## 交通
- 道路 - A-2（マドリード＝バルセロナ間）、C-32（バルセロナ＝アル・バンドレイ間）、C-31（バルセロナ＝カステイダフェルス間）
- 鉄道 - セルカニアス バルセロナR1号線、R4号線クルナリャー駅。バルセロナ地下鉄L5号線、クルナリャー駅、ガバラ駅、サン・イデフォン駅。

## スポーツ
サッカークラブのRCDエスパニョールのホームスタジアムであるエスタディ・コルネリャ＝エル・プラットがある。

## 出身人物
- ルベン・ミーニョ - サッカー選手